# Óscar Alzaga
Óscar Alzaga Villaamil (Madrid, 29 de mayo de 1942) es un abogado, catedrático de Derecho constitucional y político español.

## Biografía
Formado en el Instituto Ramiro de Maeztu de Madrid, se licenció en Derecho en la Universidad de Madrid en 1964, adquiriendo en 1972 el título de doctor en Derecho en la Universidad Autónoma de Madrid.
Estuvo confinado en el Estado de excepción declarado en enero de 1969, primero en Cueva de Ágreda y después en Almenar de Soria (Soria).

## Actividad política
Fue dirigente de las organizaciones demócratas cristianas de oposición al franquismo (1962 a 1975). Entre 1962 y 1963 fue delegado electo de los Estudiantes de la Facultad de Derecho de la Universidad de Madrid. En el aňo 1962 fue cofundador de la agrupación Unión de Estudiantes Demócratas, de la que fue durante un tiempo secretario general; también en ese año fue secretario de la sección juvenil de la Asociación Española de Cooperación Europea (AECE), a cuya Junta directiva Nacional perteneció, como vocal, hasta 1975. Y en 1963 fue cofundador de la organización Unión de Jóvenes Demócratas Cristianos, que, cuando en 1965 fue secretario general, ingresó como miembro de pleno derecho en la Unión Internacional de Jóvenes Demócratas Cristianos.
Entre 1963 y 1968 fue miembro de la directiva nacional de la entidad Izquierda Demócrata Cristiana, después denominada Unión Demócrata Cristiana, presidida por Manuel Giménez Fernández; y de 1967 a 1977 fue miembro de la directiva nacional de esta misma entidad (desde 1969 denominada Izquierda Democrática), presidida por Joaquín Ruiz-Giménez. En 1976 y 1977 contribuyó a que amplios sectores demócratas cristianos confluyesen en una oferta electoral de centro.
En la legislatura constituyente (1977-1979) fue miembro de la Comisión Constitucional del Congreso de los Diputados como miembro de Unión de Centro Democrático (UCD), partido del que fue cofundador. En 1979 fue elegido diputado por Madrid por UCD en el Congreso. El presidente Adolfo Suárez le ofreció entonces ser ministro de Educación y en 1980 ser ministro de Administración Territorial, lo que declinó para ser el portavoz de UCD en la Comisión de Asuntos Constitucionales y poco después, simultanearlo con la Presidencia de la Comisión de Justicia e Interior.

Cuando se hizo público que el Gobierno de UCD se proponía reformar el Código Civil para dar cabida a la institución del divorcio, el Cardenal Tarancón rogó a Oscar Alzaga que pasase a verle. En la entrevista, Tarancón se mostró muy reacio a que en España se repitiera la experiencia recientemente vivida en Italia de celebrar un referéndum sobre la materia. Con su opinión coincidía la del profesor Alzaga, que había considerado un grave error de la DC italiana someter la cuestión a referéndum, por lo que este planteó al Cardenal Tarancón que si a él le parecía oportuno, podía viajar a Roma a recoger información sobre este tema, a lo que Tarancón reaccionó positivamente con el ruego de reunirse a su vuelta nuevamente tras el viaje. En Roma, Óscar Alzaga vio a dos ministros de la DCI y al Presidente del Senado, Amintore Fanfani, con quien celebró una extensa e interesante reunión en que aquel le reconoció el error que había supuesto convocar aquel referéndum, lo que razonó en forma extensa. Óscar Alzaga trasladó íntegramente esta conversación al Cardenal Tarancón, que se confirmó en su idea. Seguidamente, Alzaga expuso a las alturas del Gobierno el criterio del Cardenal, que básicamente coincidía en todo con la de los propios miembros del Gobierno. Óscar Alzaga no intervino en los debates de esta Ley ni en las conversaciones informales sobre la misma. Como presidente de la Comisión de Justicia del Congreso  observó que la cuestión no planteó ningún problema en los debates, muy respetuosos por los diversos grupos, clima que mantuvo en el pleno del Congreso.
En 1981, el presidente Leopoldo Calvo-Sotelo le ofreció en ajustes ministeriales sucesivos las carteras de Defensa, Cultura y Justicia, que no aceptó. En la subsiguiente crisis de UCD y tras el abandono de la misma por Adolfo Suárez (para constituir el Centro Democrático y Social) y de Francisco Fernández Ordóñez (para fundar una agrupación socialdemócrata que inmediatamente después desembocó en el PSOE), contribuyó a fundar el Partido Demócrata Popular (PDP), que prontamente fue reconocido por la Unión Europea Demócrata Cristiana. Tras la disolución anticipada de las cámaras a fin de agosto de 1982 suscribió un pacto de coalición electoral con el Alianza Popular.
En mayo de 1987, abandonó el escaño de diputado y la vida política.
Durante todo este tiempo continuó desempeñando su cátedra universitaria y ejerciendo la abogacía, a las que se dedicó plenamente tras retirarse de la política definitivamente en mayo de 1987. Está casado desde 1970 y tiene tres hijas.

## Actividades como abogado
Como abogado en ejercicio dirigió un importante despacho de abogados en la ciudad de Madrid hasta que se jubiló y apartó del mismo al finalizar febrero de 2007.
Durante el franquismo, defendió ante el Tribunal de Orden Público en una decena de casos a diversos dirigentes de la oposición moderada y defendió ante los tribunales a numerosos autores y periodistas sancionados, así como defendió ante la jurisdicción contencioso administrativa a gran parte de publicaciones periódicas sancionadas o cerradas por orden gubernativas.

## Actividad docente y servicios a la comunidad
Es catedrático de Derecho Constitucional emérito.
Fue cofundador de la revista Cuadernos para el Diálogo (1963) y de la revista Discusión y Convivencia (1970).
Es fundador y director de la revista Teoría y realidad constitucional que ha sido acreditada con el grado de excelencia de la FECYT (se han publicado hasta la fecha 52 números semestrales de esta revista).
Es, desde 2010, académico de número de la Real Academia de Ciencias Morales y Políticas.
En abril de 2012 fue designado miembro de la comisión de expertos para la reforma de la universidad.
Ha sido presidente de la Fundación Luis Vives hasta su fusión con la Fundación Acción contra el Hambre de la que actualmente es presidente del Consejo Asesor.

## Publicaciones
Sus publicaciones más significativas son las siguientes:
- "En torno a las transformaciones revolucionarias", en Libro: AA.VV.: Comentarios de Cuadernos para el Diálogo a la "Populorum Progressio", Madrid, Edicusa, 1968. Depósito Legal: M.18.030-1968.

- "En torno a la Ley de Ordenación Universitaria", en Cuadernos para el Diálogo, núm. monográfico sobre La Universidad, Madrid, 1968.

- "Constitución y Democracia", en Cuadernos para el Diálogo, núm. 68, diciembre de 1968.

- Artículo: "Asociaciones políticas: Anteproyecto". En Revista de Fomento Social, núm. 100, octubre-diciembre 1970.

- "Aproximación al Asociacionismo: Análisis de una demanda política", Publicado como fascículo-Suplemento sobre Asociacionismo, Madrid, Edicusa, 1971.

- Artículo: "En torno a una experiencia social cristiana en España: La organización del Partido Social Popular", en Revista de Estudios Sociales, núm. 6, 1972.

- Artículo: "El Partido Social Popular Español ante la problemática de la representación política", en Boletín Informativo de Ciencia Política, núm. 10, 1972.

- Artículo: "Rebelión juvenil, integración social y participación política en los países europeos", en Revista del Instituto de la Juventud, núm. 46, año 1973.

- Artículo: "Aproximación al pensamiento demócrata cristiano", en Revista de Estudios Sociales, núm. 8, 1973.

- Libro: La primera Democracia Cristiana en España, Ed. Ariel, Barcelona, 1973.  355 págs. ISBN 84 344 2459 2 rústica; 84 344 2467 3 tela.

- Artículo: "Contribución al estudio del Derecho parlamentario", en Revista de Derecho público, núm. 62, 1976.

- Libro: Legislación electoral histórica de España (1812 1936), Ed. Instituto de Estudios Administrativos. Interrumpida su edición en 1976, nunca se llegó a publicar.

- "A modo de Prólogo", en Pérez Calvo, Alberto: Los partidos políticos en el País Vasco, Ed. Tucar, Bilbao, 1977. ISBN 84 7407 023 6.

- "Visión retrospectiva del proceso constituyente actual", en Revista de Derecho público, núm. 68 69, julio diciembre de 1977.

- "El proceso constituyente" en Libro AA.VV: España y su Monarquía, Ed.Fomento Editorial, Madrid, 1977. ISBN 84-7301-022-1

- Libro: Comentario Sistemático a la Constitución española de 1978, Ed. del Foro, Madrid, 1978, 1002 págs. ISBN 84 85589 00 9.

- Libro: Le origini della Democrazia Cristiana in Spagna, Edizioni Cinque Lune, Roma, 1978, 233 págs.

- "Un nuevo enfoque del Derecho Político, en Revista de Derecho Político, núm. 4, 1979.

- Derecho Político I (Unidades Didácticas). Dirección y redacción de Temas I, XIII, XXV, XXXI. Ed. UNED, Madrid, 1980, 653 págs. ISBN 84-362-1361-0

- "Reflexiones serenas sobre el cuadro socio político español", en libro AA.VV: Fenómenos de crisis y futuro de España, Vol. III, Ed. Unión Editorial, Madrid, 1981. ISBN 84-7209-143-0

- "El cambio de nombre de la revista, la razón de ser y algunas breves divagaciones", en Revista de Derecho político, núm. 8, 1981.

- Artículo: "Una crisis política grave", en Revista de Derecho político, núm. 10, 1981.

- Libro: Unidades Didácticas: Derecho Político I, Ed. UNED, Facultad de Derecho, Madrid, 1981. Dirección de la obra y redacción de Temas I, XIII, XXV, y XXXI. 640 págs. ISBN 84 362 0504 9.

- "Modelo de sociedad y partidos políticos en España", en AAVV (Cazorla Pérez, José, Coordinador):Estructura social y cambio político en España, Universidad de Granada. 1982. ISBN 84-338-1205-3

- Libro: Unidades Didácticas de Derecho Político II,  6 Vols. Ed. UNED, Facultad de Derecho, Madrid, 1983.  Dirección de la obra y redacción íntegra de Vol. I –Temas I a VI-  (“Historia del Constitucionalismo español”). Así como de :Tema VII del Vol. II, y Temas XXVII y XXIX del Vol. V. ISBN 84-362-1372-6

- Libro: Unidades Didácticas de Derecho Político II.  Addenda, 2 Vols. Ed. UNED. Facultad de Derecho, Madrid, 1983. Dirección de la obra. ISBN 84-362-1519-2

- Libro: Derecho Político II (Unidades Didácticas). Dirección de la obra y redacción de varios capítulos. Vols. 5: Ed. UNED. Facultad de Derecho. Madrid, 1983, ISBN 84-362-1560-5

- Libro: Comentario a las leyes políticas: Constitución española de 1978. Dirección de la obra y prefacio.  Ed. Revista de Derecho Público, 12 Vols. Madrid, 1983 a 1988. ISBN de toda la obra: 84-7130-403-1.

- Prólogo al libro de Bernhard Hagemeyer: Neoliberalismo y Social-cristianismo, Unidad Editorial, Madrid, 1986. ISBN 84-7209-197-X

- Actualización doctrinal, legislativa y jurisprudencial del libro de Sánchez Agesta, Luis: Sistema político de la Constitución española de 1978, 6ª edición, Ed. Editorial Revista de Derecho Privado, Madrid, 1992. 565 págs. ISBN 84 7130 716 2.

- Introducción a: AA.VV: Comentario a la Ley de Sociedades Anónimas de 1989, Ed. IberForo D.L., Madrid, 1992. 259 págs. ISBN 84-85589-04-1

- Actualización doctrinal, legislativa y jurisprudencial del libro de Sánchez Agesta, Luis: Sistema político de la Constitución española de 1978, 7ª edición, Ed. Rev. de Dcho. privado, Madrid, 1993. 573 págs. ISBN 84 7130 762 6.

- Artículo: "Carlos Ollero, Senador constituyente", en Revista Debate Abierto, núm. 10, Primavera, 1994.

- Artículo: "La Izquierda Demócrata Cristiana", en Revista XX Siglos, núm 4-5 de 1995.

- "La Constitución y la extranjería", en Miralles Sangró, Pedro Pablo (Director) y AA.VV: Derecho de extranjería en España. Regulación jurídica, práctica administrativa y judicial, Ed. UNED, Madrid, 1995. ISBN 84 362 3226 7.

- Comentarios a la Ley 2/1995 de Sociedades de Responsabilidad Limitada. AA.VV. Codirección junto con Rodríguez Miranda, Santiago. Dirección personal de los aspectos relacionados con el área de Derecho público        (Rodríguez Miranda asumió los estrechamente conectados con la de Derecho privado). ISBN 84-7130-831-2

- "Pablo VI y España", en Revista del Istituto Paolo VI, Brescia, núm. 17, 1996.

- Libro: Derecho político español, I.  Introducción, Historia Constitucional y proceso constituyente. La Constitución como ordenamiento de un Estado de Derecho. Los derechos y las libertades. La corona,  Editoriales de Derecho Reunidas, Madrid, 1996. ISBN 84 7130 865 7.

- "Entre el santo temor a la reforma de la Constitución de 1978 y la conveniencia de pensar en ella", en el libro AA.VV: Entre dos siglos. Reflexiones sobre la democracia española, Alianza Editorial, Madrid, 1996. ISBN 84 206 9456 8.

- Libro: Comentarios a la Constitución española de 1978. Dirección de la obra y prefacio. 12 Vols. Ed. Cortes Generales y Editoriales de Derecho Reunidas, Madrid, 1996 a 1999. Obra no ya actualizada, sino completamente reelaborada, a la vista de la evolución legislativa, doctrinal y jurisprudencial habida desde la obra citada como comentario a las Leyes Políticas. ISBN 84 7130 871 1 (Obra completa).

- "El valor del diálogo en la construcción del clima socio político previo a la transición", en AA.VV: La fuerza del diálogo. Homenaje a Joaquín Ruiz Giménez, Ed. Alianza Editorial, Madrid, 1997. ISBN 84 206 4263 0.

- Libro: Derecho político español según la Constitución de 1978, Vol. I: "Constitución y fuentes del Derecho", Ed. Centro de Estudios Ramón Areces, Madrid, 1997, 656 págs. Obra con breves colaboraciones de los Profs. Gutiérrez Gutiérrez, Ignacio y Rodríguez Zapata, Jorge. ISBN 84 8004 249 4.

- "Razón de ser" en Revista Teoría y Realidad Constitucional, núm. 1, 1998.

- Artículo: "Aproximación al mar como elemento del territorio de los Estados", en Revista Teoría y Realidad Constitucional, núm. 1, 1998.

- Libro: Derecho político español según la Constitución de 1978, Vol. II: Derechos fundamentales y órganos del Estado, Ed. Centro de Estudios Ramón Areces, Madrid, 1998, 651 págs. Obra con breves colaboraciones de los Profs. Gutiérrez, Ignacio y Rodríguez Zapata, Jorge. ISBN 84 8004 305 9.

- "El proceso de elaboración de la Constitución", en Aragón Reyes, Manuel y Martínez Simancas, Julián: La Constitución y la práctica del Derecho, Ed. Aranzadi, Pamplona, 1998, Vol I. ISBN 84-85533-54-2

- “La relación mar-Estados, desde el Derecho Político”, en Foro de Debate sobre el mar y sus problemas. Fundación ColousteGulbenkian, Lisboa, 1998, Tomo III.

- "La monarquía parlamentaria en la Constitución española de 1978", en Anales de la Real Sociedad Económica de Amigos del País. Valencia, 1999. Depósito Legal: V. 3.875-1999.

- "Sobre la actitud de nuestra revista ante los debates científicos y los dictámenes de parte", en Revista Teoría y Realidad Constitucional, núm. 3, 1999.

- Prólogo: a libro de Martínez Elipe, León: Tratado de Derecho parlamentario, Vol. I: "Introducción al Derecho parlamentario. Conexiones históricas y político jurídico parlamentarias, Ed. Aranzadi, Pamplona, 1999. ISBN 84 8410 292 0.

- Prólogo a libro de Martínez Elipe: Cit, Vol. 2 I: "Fiscalización política del Gobierno. Fiscalización parlamentaria y extraparlamentaria. Inspección parlamentaria, Ed. Aranzadi, Pamplona, 2000. ISBN 84 8410 439 7.

- "En torno al concepto de Ley Orgánica en la Constitución", en Revista Teoría y Realidad Constitucional, núm. 5, 2000. Pp 113 a 142

- Director del libro junto con López Guerra, Luis: AA.VV: La Administración de Justicia y las personas con discapacidad. Y redacción de su Capítulo IV. Ed. Consejo General del Poder Judicial, Madrid, 2000, 391 págs. ISBN 84-88816-68-5

- "Sobre el concepto de Ley orgánica de la Constitución", en Morodo, Raúl y De Vega, Pedro (Directores) y AAVV: Estudios de Teoría del Estado y Derecho constitucional en honor de Pablo Lucas Verdú, Tomo II, Ed. Universidad Nacional Autónoma de México y Universidad Complutense de Madrid, Madrid, 2000. ISBN 84-89764-56-5-

- Libro: Derecho político español según la Constitución de 1978. Vol. I: "Constitución y fuentes del Derecho", 3ª edición, Madrid, 2001, 680 págs. Incluye breves colaboraciones de los Profs. Gutiérrez, Ignacio y Rodríguez Zapata, Jorge. ISBN 84 8004 488 8.

- Artículo: "La prohibición de indefensión. El derecho a la defensa" (en colaboración con Goig Martínez, Juan Manuel), en Revista Jurídica General del I. Colegio de Abogados de Madrid, núm. 17 (monográfico sobre "Derechos fundamentales"), Madrid, 2001.

- "La Monarquía parlamentaria, forma política del Estado español", en AA.VV: VII Jornadas de Derecho Parlamentario. La Monarquía Parlamentaria. Ed. Congreso de los Diputados, Madrid, 2001. ISBN 84-7943-187-3

- "Un Diario que en verdad contribuyó a traer la democracia", en AA.VV: Madrid. Una apuesta periodística por la democracia y la integración en Europa, Madrid, 2001. Depósito Legal: M 51224 2001.

- Libro: Derecho político español según la Constitución de 1978, Vol. II: "Derechos fundamentales y órganos del Estado", 3ª edición, Ed. Centro de Estudios Ramón Areces, Madrid, 2002, 751 págs. Incluye breves colaboraciones de los Profs. Gutiérrez, Ignacio y Rodríguez Zapata, Jorge. ISBN 84 8004 543 4.

- Artículo: "Sobre la composición del Tribunal Constitucional Español", en Revista Teoría y Realidad Constitucional, núm. 10 11, Segundo Semestre 2002. Pp. 149 a 180.

- "Manuel Mindán un gran pedagogo", en AA.VV.: Libro homenaje al Prof. Manuel Mindán Manero". Ed. R. Sociedad Económica Aragonesa de Amigos del País, Zaragoza, 2002. Depósito Legal: Z-2.993-2002.

- "El mar como parte del territorio del Estado" en AA.VV: Libro homenaje al Profesor D. Francisco Rubio Llorente. Madrid. Vol. I. Ed. Centro de Estudios Políticos y Constitucionales, 2002, Depósito Legal: M 2.318-2003 (II).

- “El poder judicial en las Constituciones españolas”, en AA.VV.: Constitución y Poder Judicial, Ed. Consejo General del Poder Judicial, Madrid, 2003 Depósito Legal: M.45.481-2003..

- “El gobierno de las Fundaciones”, en AA.VV.:  Las múltiples dimensiones de la discapacidad, Escuela Libre Editorial, Madrid, 2003. Depósito Legal: M.2.584-2003.

- “Últimas reflexiones sobre una Constitución madura”,  en  AAVV: Impresiones sobre la Constitución de 1978, Ed. Universidad Rey Juan Carlos y Fundación ICO, Madrid, 2004. Depósito Legal M. 1.971-2004.

- “Comentario a los artículos 25 (Determinación del procedimiento), 26 (Lugar del arbitraje), 27 (Inicio del arbitraje) y 28 (Idioma del arbitraje) de la Ley 60/2003” en González Soria, Julio (Coordinador) y AA.VV.: Comentarios a la Nueva Ley de Arbitraje”, Ed. Aranzadi, Pamplona, 2004. Depósito Legal NA 2746-2004.

- “El consenso como principio de actuación del poder constituyente” en AA:VV.:  Transition, Démocratie et Élections, en “Le Cahiers du Colegio de España”, Ed. Colegio de España de París, 2004. ISBN 2-9518598-1-3

- Artículo: “La publicidad y el diálogo” como principios calificadores de las leyes”, en Revista Teoría y Realidad Constitucional”, n.º 14, segundo semestre de 2004.

- Artículo: “El valor cívico de la concordia”, en Teoría y Realidad Constitucional, n.º 16, segundo semestre de 2005.

- “Acerca de la ratificación del Tratado por el que se establece una constitución para Europa”, en AA.VV.: Libro de homenaje al Profesor Gumersindo Trujillo, Ed. Tirant lo Blanch, Valencia, 2005. Depósito legal V.3178-2005.

- “Seguridad pública y seguridad jurídica en la Constitución española”; en  AA.VV.: “Constitución y Seguridad pública”, Ed. Ministerio del Interior, Madrid, 2005. Depósito legal M. 11199-2005.

- “La mirada del poder”, en Revista Teoría y Realidad Constitucional, n.º 16, Segundo semestre 2005.
- “Prólogo” al libro de Alguacil González-Aurioles: La elaboración del Tratado por el que se establece una Constitución para Europa (2001-2004), Ed. Centro de Estudios Políticos y Constitucionales, Madrid, 2005. Depósito legal: M. 6735-2005.
- “Respuesta a encuesta sobre el Senado y su hipotética reforma”, en Revista Teoría y Realidad Constitucional, n.º 17, Primer semestre 2006.
- Libro: Derecho Político Español según la Constitución de 1978. Vol. I: “Constitución y Fuentes del Derecho”, 4ª edición, Madrid, 2007, 696 págs. Incluye breves colaboraciones de los Profs. Gutiérrez, Ignacio y Rodríguez Zapata, Jorge, Depósito legal: M.41.701-2007.
- “Palabras de D Óscar Alzaga Villaamil” en Presentación de la obra “El Derecho en Teoría”. En Anales de la Real Academia de Ciencias Morales y Políticas, año LX, número 85, curso Académico 2007-2008, Madrid, 2008, pp 925 a 930.
- “La Reforma del Senado”, en AA.VV.: “Libro homenaje al Prof. Jordi Sole Tura. Ed. Cortes Generales, Madrid 2008 Volumen 1.
- “La tributación medioambiental y las aguas”, en Cazorla, Luis María (Director) y AA.VV.: Tratado de Tributación Medioambiental, Ed. Aranzadi, Pamplona, 2008, Vol. I; pp. 529 a 558. Depósito Legal: NA 1463/2008.
- “Prólogo” al libro Políticas de Empleo y Colectivos con Especiales Dificultades. La “Subjetivación” de las Políticas Activas de Empleo, de Sofía Olarte Encabo, Pamplona, 2008. Ed. Aranzadi, S.A. Depósito Legal: NA 1246/2008.
- “Los derechos y deberes fundamentales”, en Jiménez de Parga, Manuel (Coordinador); Del Campo. Salustiano y Tezanos, José Félix (Directores): España en el Siglo XXI, Vol. II. (La Política). Ed. Instituto de España, 2008. Depósito Legal: Z-2.433-2008
- Libro: Derecho Político Español según la Constitución de 1978, Vol II: “Derechos fundamentales y órganos del Estado, 4ª edición, Madrid, 2008. Incluye breves colaboraciones con los Profs. Gutiérrez, Ignacio y Rodríguez Zapata, Jorge. 748 págs. ISBN 978-84-8004-886-6
- “Prólogo” al libro de Alcantarilla Hidalgo, Fernando José: “Utopía y Derechos Humanos”, Ed. Dykinson, Madrid 2009.
- “Nuestro Estado Social de Derecho y los Juristas comprometidos con el Estudio de su impacto en los derechos prestacionales”, En libro: Hacia un Derecho de la Discapacidad. Editorial Aranzadi Madrid, 2009, pp. 1077 y ss. ISBN 978-84-9903-278-8
- Presentación del V Volumen de “Fundamentos: La División de Poderes: “La Convivencia Democrática”, pp. 25 y ss. Junta General del Principado de Asturias. AS-660/2010.
- “Exposición introductoria” en Jornada sobre Orientación y método del Derecho Constitucional, en Revista Teoría y Realidad Constitucional, núm. 21, Primer semestre 2008. En prensa, edita Asociación Española de Constitucionalistas, Madrid 2010.
- “El Senado español: De sus aguas tranquilas al torbellino de su posible reforma.(La vigencia de una vieja cuestión: Quis custodiet ipsos custodes)”, en AAVV; Libro Homenaje a Diego Valadés. Ed. UNAM, México 2010.
- “El consenso (Del proceso constituyente a las prácticas postconstitucionales)”. Discurso de Ingreso Real Academia de Ciencias Morales y Políticas, Edición de la propia Academia, ISBN 978-84-7296-328-3; Depósito legal: M-7455-2010. Madrid 2010.
- “La reforma del Senado. Presentación”. En: García Roca, Javier y Alberti, Enoch: Treinta años de Constitución, congreso Extraordinario de la Asociación de Constitucionalistas de España Editorial: Tirant Lo Blanch, Valencia 2010, pp. 19 a 36.
- Artículo: “Radicalización política e ideologías”, en CLAVES de razón práctica, núm. 209, enero/febrero 2011, pp. 20 y ss.
- “La Constitución de 1812 y el Poder Judicial” en José Antonio Escudero (Director): “Cortes y Constitución de Cádiz. 200 años”. Ed. Espasa, Madrid, 2011, Tomo III, pp. 137 a 163.
- Libro: “Del consenso constituyente al conflicto permanente” Madrid 2011, 106 pags. Editorial Trotta. ISBN 978-84-9879-193-8
- Artículo “La Nación como Poder Constituyente en los preámbulos de las leges superiores. El Estatut de 2006 y la STC 31/2010”, en Teoría y Realidad Constitucional, núm.27, Primer Semestre 2011, pp. 131 a 176.
- “Comentario a los artículos 25 (Determinación del procedimiento), 26 (Lugar del arbitraje), 27 (Inicio del arbitraje) y 28 (Idioma del arbitraje) de la Ley 60/2003” en González Soria, Julio (Coordinador) y AA.VV.: Comentarios a la Nueva Ley de Arbitraje”, Actualización para esta 2ª edición; Ed. Aranzadi, Pamplona, 2011.
- “Valores y Nación en los preámbulos de las leges superiores. El Estatut de 2006 y la STC 31/2010” en Anales de la Real Academia de Ciencias Morales y Políticas. 2010. Madrid, 2011, pag 79 a 130.
- Libro: Derecho Político Español según la Constitución de 1978, Vol I: “Constitución y fuentes del Derecho, 5ª edición, Madrid, 2011. Incluye breves colaboraciones con los Profs. Gutiérrez, Ignacio, Fernando Reviriego Picón y María Salvador Martínez. 728 págs. ISBN 978-84-9961-049-8
- Artículo “La justicia en la Constitución de 1812”, en Teoría y Realidad Constitucional, núm.28, Segundo Semestre 2011, pp. 243 a 278.
- Libro: Derecho Político Español según la Constitución de 1978. Vol. II: “Derechos Fundamentales y Órganos del Estado” 5ª edición, Madrid 2012, 703 pags.
- “La Justicia en la Constitución de 1812” en Anales de la Real Academia de Ciencias Morales y Políticas. 2012. Madrid, 2012, pp 347 a 388.
- “La Nación como poder constituyente e los preámbulos de las Leges Superiores. El Estatuto de Cataluña de 2006 y la STC 31/2010”, en Teoría y Realidad Constitucional, n.º 27, 1.er semestre de 2011, pp. 131-176.
- Prólogo al libro: Maurice Hauriou: “La Soberanía Nacional”, Ed. Marcial Pons, Madrid, 2013, pp. 9-16.
- “Invitación desde el realismo, al estudio de la construcción política de Europa”, en Teoría y Realidad Constitucional, n.º 32, 2.º semestre de 2013.
- “Carta a Gregorio Peces-Barba”, en libro A.A.V.V.: “Querido Gregorio”, Ed. Fundación Gregorio Peces-Barba, Madrid, 2013, pp. 7 y 8.
- “Reflexiones de un constitucionalista con los pies puestos en la crisis económica española y con la vista en Europa”,  en Anales de la Real Academia de Ciencias Morales y Políticas, Año LXV, Número 90, Madrid 2013, pp. 441 a 464.
- “Reflexiones sobre la problemática actual de la representación política”, en Anales de la Real Academia de Ciencias Morales y Políticas. Año LXVI, Número 91. Madrid 2014, pp. 605 a 618.
- “Hacia el estudio de lo preocupante en nuestro régimen de partidos”, en Teoría y Realidad Constitucional, 1 semestre de 2015, núm. 35, pp 123 a 148.
- Libro: Derecho Político Español según la Constitución de 1978, Vol I: “Constitución y fuentes del Derecho, 6ª edición, Madrid, 2016. 728 págs.
- Libro: Comentario sistemático a la Constitución española de 1978, Segunda edición, Marcial Pons, Madrid 2016, 763 páginas.
- Libro: Derecho Político Español según la Constitución de 1978. Vol. II: “Derechos Fundamentales y Órganos del Estado” 6ª edición, Madrid 2017, 748 pags
- "Contribución al estudio del Derecho parlamentario", en libro La ciencia del Derecho Constitucional comparado. Estudios en homenaje a Lucio Pegoraro. Tirant lo blanch, Ciudad de México, 2017,Tomo II, pp. 49 a 74.
- Libro: "Sociedad democrática y Constitución (Estudios y cabos sueltos)" Marcial Pons, Madrid, 2018, 510 pp.
- Entrevista sobre "El proceso constituyente", en Revista Historia Constitucional, n.º 19, año 2018, pp. 1-16.
- "Comentario al Preámbulo de la Constitución, en Perez Tremps, P. y Sainz Arnaiz A. (directores): "Comentario a la Constitución Española", Ed. Tirant lo Blanch, Valencia, 2018, Tomo I, pp. 97 y ss.
- "Prólogo" a libro "La Constitución ante la crisis de los cuarenta. Cuentos (re) constituyentes". Carlos Flores, Fernando Reviriego y José María Enríquez (Eds.). Centro de Estudios Políticos y Constitucionales, MAdrid 2018.
- "Prólogo" a libro "Escritos de derecho de partidos". Martin Morlok. Marcial Pons, Madrid 2018
- "Contra la alergia a la reforma constitucional" en el libro "Reforma constitucional en la Unión Europea y en España", M. Martínez Cuadrado (dir), Marcial Pons, Madrid 2019, pp. 71 a 80.
- libro: "Discursos parlamentarios (y otras disertaciones)" Marcial Pons, Madrid 2019, 398 pags.
- Intervenciones en el XVI Congreso de la Asociación de Constitucionalistas de España, recogidas en libro: "40 años de Constitución: Una mirada al futuro", Tirant lo Blanch, Valencia 2019.
- "Sobre el origen de nuestro sistema electoral y sus secuelas en nuestros partidos y en la dinámica pública" en Teoría y Realidad Constitucional, 1 semestre de 2020, n.º 45, páginas 113 a 138.
- Libro: Derecho Político Español según la Constitución de 1978, Vol I: “Constitución y fuentes del Derecho, 7ª edición en colaboración con Ignacio Álvarez Rodríguez, Madrid, 2021. 694 págs. Y Vol. II "Derechos fundamentales y órganos del Estado", 7ª edición en colaboración con Ignacio Álvarez Rodríguez, Madrid, 2021. Pags 771.
- Libro "La conquista de la Transición (1960-1978) Memorias documentadas", Marcial Pons 2021, 589 pags.

## Donante del Prado y de los museos de Bilbao, Málaga y Granada

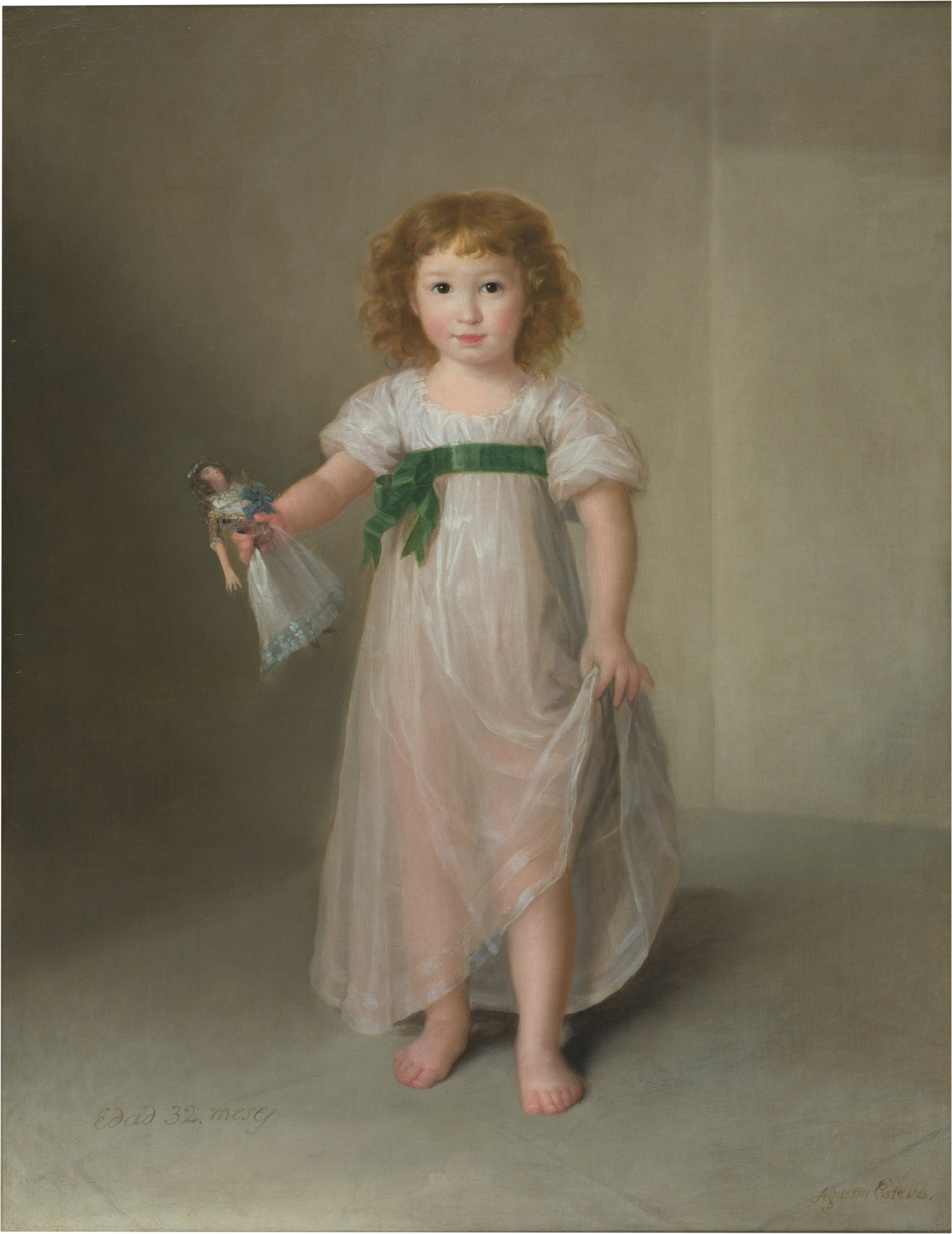
Retrato de Manuela Isidra Téllez-Girón, futura duquesa de Abrantes, de Agustín Esteve, 1797. Adquirido en 2017 por el Museo del Prado con fondos aportados por Óscar Alzaga.

En marzo de 2017 el Museo del Prado anunció la aceptación de una donación de Óscar Alzaga, que constaba de seis pinturas y una dotación económica para la compra de otra: Retrato de Manuela Isidra Téllez-Girón, futura duquesa de Abrantes (1797), el mejor retrato conocido su autor, Agustín Esteve. Entre los seis cuadros donados de su propia colección, destacan un tema religioso de Juan Sánchez Cotán (Imposición de la casulla a san Ildefonso) y una Alegoría de la Redención del italiano Jacopo Ligozzi, y los restantes son ejemplos de: Francisco de Herrera el Viejo (San Jerónimo), Antonio del Castillo (Inmaculada Concepción), Mengs (San Juan Bautista joven) y Eugenio Lucas Velázquez (un gran paisaje romántico).
En septiembre de 2021 el Museo de Bellas Artes de Bilbao anunció la donación con reserva de usufructo, por parte de Óscar Alzaga, de tres pinturas: Retrato de dama con niño (h. 1570-80), de un pintor anónimo posiblemente florentino; Judit y su sirvienta con la cabeza de Holofernes (h. 1605-12), obra juvenil de Orazio Gentileschi; y Judá y Tamar (h. 1660) de Salvator Rosa.
La generosidad de Óscar Alzaga y su esposa María Isabel Ruiz Alcaín también ha llegado a dos pinacotecas de Andalucía. El Museo de Málaga ha presentado en mayo de 2022 cinco obras donadas por la pareja: el gran paisaje El Faro de Alejandría atribuido a Maarten van Heemskerck, La Virgen con el Niño de Luis de Morales, La Presentación del Niño Jesús en el Templo de Juan Correa de Vivar y dos alegorías, La Liberalidad y La Magnanimidad, de Antonio González Velázquez. La donación Alzaga-Ruiz a Andalucía beneficia también al Museo de Bellas Artes de Granada, que recibe un Retrato del archiduque Ernesto de Austria de Alonso Sánchez Coello, un bodegón del flamenco Frans Ykens y otros dos atribuidos a Felipe Ramírez y Gabriel de la Corte.